# Тюри-Аркур
Тюри́-Арку́р (фр. Thury-Harcourt) — коммуна во Франции, находится в регионе Нижняя Нормандия. Департамент коммуны — Кальвадос. Входит в состав кантона Тюри-Аркур. Округ коммуны — Кан.
Код INSEE коммуны — 14689.

## Население
Население коммуны на 2010 год составляло 2022 человека.
| 1962 | 1968 | 1975 | 1982 | 1990 | 1999 | 2010 |
| ---- | ---- | ---- | ---- | ---- | ---- | ---- |
| 1191 | 1190 | 1363 | 1586 | 1803 | 1825 | 2022 |

## Экономика
В 2010 году среди 1203 человек трудоспособного возраста (15—64 лет) 883 были экономически активными, 320 — неактивными (показатель активности — 73,4 %, в 1999 году было 72,8 %). Из 883 активных жителей работали 751 человек (379 мужчин и 372 женщины), безработных было 132 (64 мужчины и 68 женщин). Среди 320 неактивных 84 человека были учениками или студентами, 126 — пенсионерами, 110 были неактивными по другим причинам.